# Cheer Up! (série de televisão de 2015)
Cheer Up! (hangul: 발칙하게 고고; rr: Balchikhage Gogo) é uma série de televisão sul-coreana exibida pela KBS2 de 5 de outubro a 10 de novembro de 2015, estrelada por Jung Eun-ji, Lee Won-keun, Cha Hak-yeon, Ji-soo e Chae Soo-bin.

## Enredo
Kang Yeon-doo é o líder da rua pária clube de dança "Real King", um grupo de estudantes que se unem por causa de seu mau desempenho acadêmico, enquanto Kim Yeol é o presidente da "Baek Ho", um clube de elite composta por alunos do top 5 por cento. Quando os dois clubes são forçosamente se fundiram para criar uma torcida, os dois colocar suas diferenças de lado para o benefício de seus clubes.

## Elenco

### Elenco principal
- Jung Eun-ji como Kang Yeon-doo
- Lee Won-geun como Kim Yeol
- Cha Hak-yeon como Ha Dong-jae
- Ji-soo como Seo Ha-joon
- Chae Soo-bin como Kwon Soo-ah

### Estudantes
- Kim Min-ho como Min Hyo-sik
- Shin Jae-ha como Choi Tae-pyung
- Kang Min-ah como Park Da-mi
- Park Yoo-na como Jung Eun
- Ooon como Joon-soo
- Jung Hae-na como Han Jae-young
- Kang Gu-reum como Kim Na-yeon
- Son Beom-jun como Seung-woo

### Faculdades
- Kim Ji-seok como Yang Tae-bum
- In Gyo-jin como Im Soo-yong
- Park Hae-mi como principal Choi Kyung-ran
- Lee Mi-do como Nam Jung-a
- Kil Hae-yeon como diretor Lee

### Elenco estendida
- Kim Yeo-jin como Park Sun-young
- Go Soo-hee como Choi Hyun-mi
- Choi Duk-moon como Kim Byung-jae

## Audiência
| Episódio | Data de transmissão original | Audiência média    | Audiência média              | Audiência média           | Audiência média              |
| Episódio | Data de transmissão original | Classificação TNmS | Classificação TNmS           | Classificação AGB Nielsen | Classificação AGB Nielsen    |
| Episódio | Data de transmissão original | Em todo o país     | Região Metropolitana de Seul | Em todo o país            | Região Metropolitana de Seul |
| -------- | ---------------------------- | ------------------ | ---------------------------- | ------------------------- | ---------------------------- |
| 1        | 5 de outubro de 2015         | 3.1%               | 3.6%                         | 2.2%                      | 2.4%                         |
| 2        | 6 de outubro de 2015         | 4.1%               | 4.7%                         | 3.2%                      | 3.4%                         |
| 3        | 12 de outubro de 2015        | 3.5%               | 3.8%                         | 3.3%                      | 3.6%                         |
| 4        | 13 de outubro de 2015        | 4.0%               | 4.4%                         | 3.8%                      | 3.9%                         |
| 5        | 19 de outubro de 2015        | 4.0%               | 4.2%                         | 2.9%                      | 2.7%                         |
| 6        | 20 de outubro de 2015        | 4.2%               | 4.2%                         | 3.5%                      | 3.8%                         |
| 7        | 26 de outubro de 2015        | 4.3%               | 4.4%                         | 4.3%                      | 4.6%                         |
| 8        | 27 de outubro de 2015        | 4.4%               | 4.8%                         | 3.6%                      | 3.9%                         |
| 9        | 2 de novembro de 2015        | 4.1%               | %                            | 3.0%                      | 3.4%                         |
| 10       | 3 de novembro de 2015        | 4.5%               | 4.1%                         | 3.5%                      | 3.8%                         |
| 11       | 9 de novembro de 2015        | 3.8%               | %                            | 3.4%                      | %                            |
| 12       | 10 de novembro de 2015       | 4.1%               | %                            | 4.2%                      | %                            |
| Média    |                              |                    |                              |                           |                              |